# Gioco di Penney

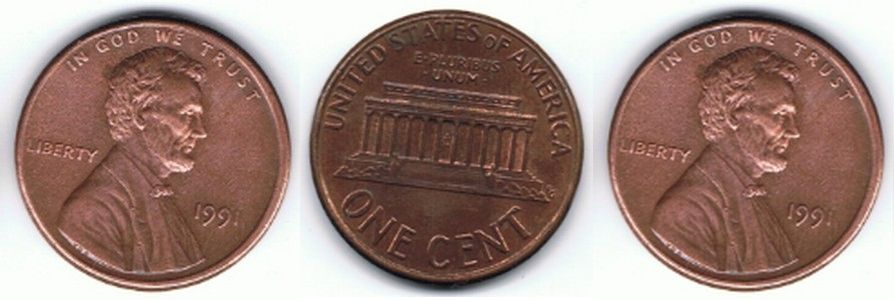
Una possibile successione nel gioco di Penney: testa, croce, testa

Il gioco di Penney, dal nome del suo inventore Walter Penney, è un gioco a successione binaria tra due giocatori, come testa o croce.
Data una successione di almeno tre risultati, il giocatore B ha un vantaggio rispetto al giocatore iniziale A: ciò avviene perché il gioco è non transitivo, ovvero per ogni data successione di almeno tre risultati, si può trovare un'altra successione che abbia una probabilità maggiore della prima di avverarsi.